# Göttlesbrunn-Arbesthal

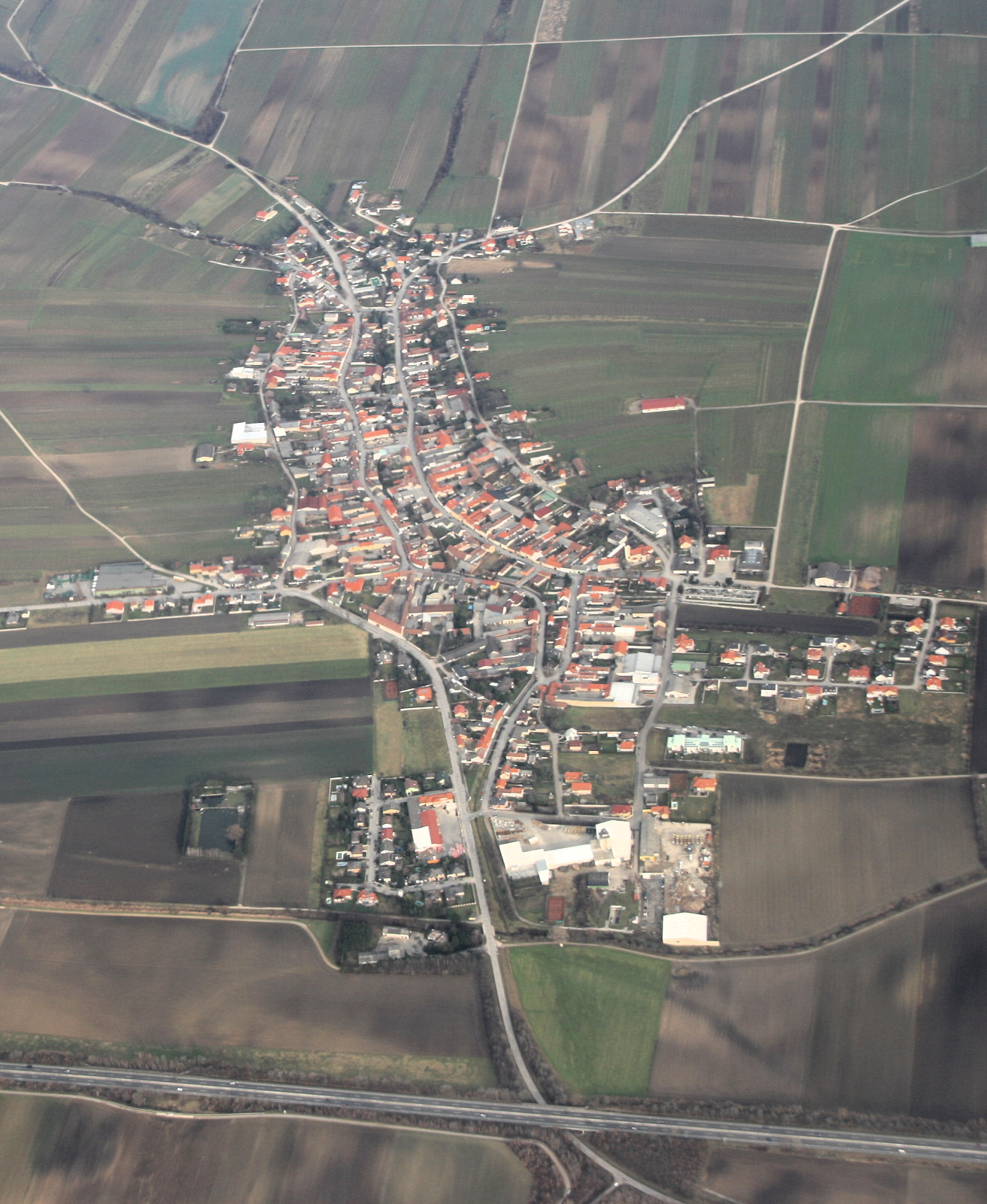
Widok z lotu ptaka na gminę

Göttlesbrunn-Arbesthal – gmina w Austrii, w kraju związkowym Dolna Austria, w powiecie Bruck an der Leitha. Według Austriackiego Urzędu Statystycznego liczyła 1 381 mieszkańców (1 stycznia 2014).